# Clase Scorpène
La clase Scorpène (escorpena o pez escorpión en francés) la forman submarinos de distintas armadas del mundo, pues proviene de un proyecto conjunto hispano-francés de buena acogida internacional por las compras encargadas por otros países. Está considerado un submarino de quinta generación.

## Diseño y construcción
El Scorpène aprovechó lo aprendido durante el diseño de los clase Rubis y su posterior actualización Ametysthe (AMÉlioration Tactique HYdrodynamique Silence Transmission Ecoute). El Scorpène combinaba así tecnología de vanguardia y soluciones probadas, unidas a una notable capacidad de crecimiento futuro. La clase Scorpène fue desde sus inicios un proyecto que admite muchos cambios a lo largo de su diseño y fabricación, ya que fue pensado para adaptarlo a las necesidades de las posibles marinas compradoras. Son submarinos que destacan por su velocidad, sigilo y alto nivel de automatización.
La clase cuenta con cuatro variantes:
- -Versión reducida costera CA-2000 con el sistema de propulsión anaeróbica MESMA como modo de propulsión principal.
- -Versión estándar CM-2000 con propulsión diésel eléctrica.
- -Versión AM-2000, derivada de la anterior incorporando el sistema de propulsión anaeróbica MESMA como modo de propulsión secundario.
- -Versión alargada S-BR para la marina brasileña.

La clase está diseñada para lanzar torpedos de distintos tipos, según el cliente, contramedidas, minas y misiles de crucero. Además se le puede incorporar una propulsión independiente del aire, que le otorga una autonomía sumergido de algunas semanas en lugar de algunos días (según el autor Chris Chant esto le hace pasar de la categoría de sumergible a la de submarino aún sin llegar a la autonomía de los submarinos nucleares).
El diseño de estos submarinos conllevó la colaboración hispano-francesa para su construcción. Más de la mitad de los submarinos fueron construidos de manera conjunta, pero ambos países rompieron su alianza en 2010, tras una serie de disputas que incluso llegaron a los tribunales.
Con el encargo de Chile entre 2005 y 2006 Izar (actualmente Navantia) y DCNS (actualmente Naval Group) se repartieron la construcción de distintas partes y cada empresa se encargó del ensamblaje de uno de los submarinos. Esto se repitió con Malasia. En 2005 India compró seis submarinos, aunque se construyeron en India mediante acuerdos con la industria local. El hecho que acabó la alianza industrial fue la negativa francesa de mejorar las características del submarino para adaptarlo a los requerimientos de la Armada española. Ante las limitaciones del diseño original y la resistencia España optó por desarrollar el submarino S-80.
Para tener opciones de ganar en las numerosas competiciones futuras se ha actualizado el diseño con el Scorpene Evolved.

## Exportaciones

### Chile
Chile fue el primer cliente con dos unidades, General Carrera (SS-22) y General O'Higgins (SS-23), (proas fabricadas en Francia, popas en España, un buque ensamblado en cada país) que debían llevar un sonar lateral (no el remolcado) y torpedos Black Shark Mod. 3, además de misiles antibuque Exocet.

### Malasia
La armada malaya también encargó dos navíos de este tipo en 2003. El primero, que recibió el nombre de Tunku Abdul Rahman, fue entregado el 27 de enero de 2009 en Tolón a la armada de Malasia, A finales de 2007 se unieron ambas mitades del segundo, el cual recibió el 8 de octubre de 2008 el nombre de Tun Razak al ser puesto a flote, y fue entregado el 5 de noviembre de 2009.

### India
La marina de la India inició el 14 de diciembre de 2006 la construcción del primero de los seis Scorpène que se construirán en los astilleros Mazagons Docks de Bombay.

### Brasil
En 2008, la Marinha do Brasil ordenó cuatro Scorpène, a esta subclase se la conoce como (clase Riachuelo). También se reportó el encargo de un quinto casco que podría dar cabida a un submarino de propulsión nuclear de fabricación brasileña, que se llamará SN Álvaro Alberto (SN-10) y entrará en servicio en torno al año 2030.

### Indonesia
El 2 de abril de 2024, Naval Group anunció en un comunicado de prensa que la Armada de Indonesia había realizado un pedido de 2 submarinos Scorpene, que se fabricarán en Indonesia, “gracias a una transferencia de conocimientos y tecnología del Naval Group”. Se trataría de los primeros "Scorpène Evolved Full LiB" con baterías de litio, una eslora de 72 metros, y un desplazamiento de entre 1600 y 2000 toneladas.

### Argentina
El 24 de noviembre de 2024, la prensa argentina confirma que durante un viaje a Francia en octubre de 2024. El Ministro de Defensa Luis Petri y el jefe de la Armada Argentina, Carlos Allievi, firmó una carta de intención de compra para iniciar el proceso de negociación formal para la construcción de un submarino Scorpène basado en la eslora y desplazamiento del "modelo Brasil". Se trataría de un navío similar al futuro Scorpène de la Marina de Brasil. Un Scorpène Evolved, con una propulsión de baterías lithium-ion (LiB), una eslora de 36 metros y un desplazamiento de entre 1100 y 1400 toneladas.

## Buques de la clase
| Numeral | Nombre                    | País                 | Puesto en grada         | Botado                          | Asignado                 | Puerto base            | Imagen |
| ------- | ------------------------- | -------------------- | ----------------------- | ------------------------------- | ------------------------ | ---------------------- | ------ |
| SS-23   | General O'Higgins         | Bandera de Chile     | 18 de noviembre de 1999 | 1 de noviembre de 2003          | 8 de septiembre de 2005  | Talcahuano             |        |
| SS-22   | General Carrera           | Bandera de Chile     | Noviembre de 2000       | 24 de noviembre de 2004         | 20 de julio de 2006      | Talcahuano             |        |
|         | KD ''Tunku Abdul Rahman'' | Bandera de Malasia   | 25 de abril de 2004     | 23 de octubre de 2007           | Enero de 2009            | Sepanggar              |        |
|         | KD Tun Abdul Razak        | Bandera de Malasia   | 25 de abril de 2005     | 8 de octubre de 2008            | 5 de noviembre de 2009   | Sepanggar              |        |
| S21     | INS Kalvari               | Bandera de la India  | 1 de abril de 2009      | 6 de abril de 2015              | Marzo de 2017 (estimado) | Bombai                 |        |
| S22     | INS Khanderi              | Bandera de la India  | Octubre de 2011         | 12 de enero de 2017             | 14 de diciembre de 2017  | Visakhapatnam / Bombai |        |
| S23     | INS Karanj                | Bandera de la India  | Diciembre de 2012       | Octubre de 2016                 | 10 de marzo de 2021      | Visakhapatnam / Bombai |        |
| S24     | INS Vagir                 | Bandera de la India  | Sin iniciar             | 6 de mayo de 2019               | Estimado 2022            | Visakhapatnam / Bombai |        |
| S25     | INS Vela                  | Bandera de la India  | Sin iniciar             | 12 de noviembre de 2020         | Estimado 2022            | Visakhapatnam / Bombai |        |
| S26     | INS Vagsheer              | Bandera de la India  | Sin iniciar             | Programado en 2021              | Estimado agosto de 2023  | Visakhapatnam / Bombai |        |
| S40     | Riachuelo                 | Bandera de Brasil    | 27 de mayo de 2010      | 14 de diciembre de 2018         | 1 de septiembre de 2022  | Sepetiba               |        |
| S41     | Humaitá                   | Bandera de Brasil    | 1 de septiembre de 2013 | 11 de diciembre de 2020         | 12 de enero de 2024      | Sepetiba               |        |
| S42     | Tonelero                  | Bandera de Brasil    | 2017                    | 27 de marzo de 2024             |                          | Sepetiba               |        |
| S43     | Angostura                 | Bandera de Brasil    | 2018                    | Programado en diciembre de 2022 |                          | Sepetiba               |        |
| 407     | KRI Tbd #1                | Bandera de Indonesia | Sin iniciar             |                                 | Estimado 2032            | Surabaya ??            |        |
| 408     | KRI Tbd #2                | Bandera de Indonesia | Sin iniciar             |                                 | Estimado 2032            | Surabaya ??            |        |

### Submarinos similares
- Clase U-212
- Clase U-214
- Clase S-80
- Clase Amur
- Clase Gotland